# Josephine Heimerl
Josephine Heimerl (26 juli 2000) is een Duits shorttrackster en langebaanschaatsster.
In 2021 startte ze op de wereldkampioenschappen schaatsen afstanden 2021 op het onderdeel ploegenachtervolging.

## Records

### Persoonlijke records[6]
| Afstand    | Tijd    | Datum            | Baan       |
| ---------- | ------- | ---------------- | ---------- |
| 500 meter  | 39,96   | 9 januari 2021   | Inzell     |
| 1000 meter | 1.18,41 | 31 januari 2021  | Heerenveen |
| 1500 meter | 2.01,05 | 12 december 2020 | Inzell     |
| 3000 meter | 4.32,65 | 1 maart 2020     | Inzell     |

## Resultaten
| Jaar | WK Afstanden                   | WK Junioren                     |
| ---- | ------------------------------ | ------------------------------- |
| 2019 |                                | 27e 500m 27e 1000m              |
| 2020 |                                | 9e 500m 5e 1000m 14e massastart |
| 2021 | 21e 1000m 8e achtervolging     |                                 |
|      |                                |                                 |
| 2024 | HF 10 massastart 6e teamsprint |                                 |